# Chalcopsitta
Genre
Le genre Chalcopsitta regroupe quatre espèces de loris, oiseaux appartenant à la famille des Psittaculidae et à la sous-famille des Loriinae.

## Description
Ce sont des loris de taille moyenne. Tous possèdent une zone de peau nue entourant la mandibule inférieure.

## Liste des espèces
D'après la classification de référence (version 6.4, 2016) du Congrès ornithologique international (ordre phylogénique) :
- Chalcopsitta atra – Lori noir
- Chalcopsitta duivenbodei – Lori de Duyvenbode
- Chalcopsitta scintillata – Lori flamméché